# Uruguay Graffigna
Uruguay Gustavo Graffigna Banhoffer, noto negli Stati Uniti d'America come Uri Banhoffer e nei Paesi Bassi come Yuri Banhoffer (Montevideo, 14 gennaio 1948 – Quillota, 12 marzo 2021), è stato un calciatore uruguaiano di ruolo centrocampista.

## Biografia
Era fratello minore di Pedro Graffigna, altro calciatore professionista. Nel 2015 ottenne la cittadinanza cilena.

### Carriera
Inizia la carriera in patria nel El Tanque, per poi trasferirsi nel 1968 in Cile per giocare nel San Luis de Quillota.
Nel 1971 passa all'Unión San Felipe con cui vince il campionato. L'anno seguente passa all'Unión Española, con cui giunge al secondo posto.
Nel 1973 si trasferisce in Messico, dove gioca con il Pachuca e nell'Atlético Español.
Dopo aver giocato in Cile nel Dep. Aviación, nella stagione 1974 viene ingaggiato dagli statunitensi del L.A. Aztecs, neonata franchigia della NASL, con cui, dopo aver vinto la Western Division, giunge a disputare la finale del torneo, giocata da titolare e nel quale segna una rete e, vinta ai rigori contro i Miami Toros. La stagione seguente il cammino con gli Aztecs si ferma ai quarti di finale dei play off.
Terminata l'esperienza con i californiani si trasferisce nei Paesi Bassi in forza al PEC Zwolle. Con il club di Zwolle ottenne la promozione in massima serie grazie alla vittoria della Eerste Divisie 1977-1978 e raggiunse la finale della KNVB beker 1976-1977, persa contro il Twente, incontro nel quale segnò una rete che però venne ingiustamente annullata.
Nel 1979 torna in Cile per giocare nel Santiago Morning e poi ritorna al San Luis de Quillota, di cui diverrà uno dei giocatori più amati.
Chiuderà la carriera agonista nell'Iberia Los Angeles.

### Decesso
Morì in Cile nel marzo 2021 a causa delle complicanze dovute alla malattia di Alzheimer e al COVID-19.

## Palmarès
- Campionato cileno: 1

Unión San Felipe:1971
- Campionato NASL: 1

Los Angeles Aztecs: 1974
- Eerste Divisie: 1

PEC Zwolle: 1977-1978